# Dyckia deltoidea
Dyckia deltoidea là một loài thực vật có hoa trong họ Bromeliaceae. Loài này được (L.B.Sm.) L.B.Sm. mô tả khoa học đầu tiên năm 1967.